# Índia nos Jogos Olímpicos de Verão de 2012
A Índia competiu nos Jogos Olímpicos de Verão de 2012, que aconteceram na cidade de Londres, no Reino Unido, de 27 de julho até 12 de agosto de 2012.

## Medalhas
| Atleta       | Esporte | Evento                        | Medalha |
| ------------ | ------- | ----------------------------- | ------- |
| Vijay Kumar  | Tiro    | Carabina de ar 10 m masculino | Prata   |
| Gagan Narang | Tiro    | Tiro rápido 25 m masculino    | Bronze  |

## Desempenho

### Badminton
Masculino
| Atleta            | Prova   | Ronda dos 64           | Ronda dos 32           | Ronda dos 16           | Quartos-finais         | Semifinais             | Final                  | Final |
| Atleta            | Prova   | Adversário e resultado | Adversário e resultado | Adversário e resultado | Adversário e resultado | Adversário e resultado | Adversário e resultado | Pos.  |
| ----------------- | ------- | ---------------------- | ---------------------- | ---------------------- | ---------------------- | ---------------------- | ---------------------- | ----- |
| Kashyap Parupalli | Simples |                        |                        |                        |                        |                        |                        |       |

### Halterofilismo
Masculino
| Atleta            | Evento | Arranque (kg) | Arremesso (kg) | Total (kg) | Posição |
| ----------------- | ------ | ------------- | -------------- | ---------- | ------- |
| Katulu Ravi Kumar | -69kg  | 136,0         | 158,0          | 303,0      | 15º     |

Feminino
| Atleta                | Evento | Arranque (kg) | Arremesso (kg) | Total (kg) | Posição |
| --------------------- | ------ | ------------- | -------------- | ---------- | ------- |
| Ngangbam Soniya Chanu | -48kg  | 74,0          | 97,0           | 171,0      | 7º      |

### Remo
Masculino
| Equipe                      | Evento           | Eliminatórias | Eliminatórias | Repescagem | Repescagem | Quartas | Quartas  | Semifinal | Semifinal | Final   | Final                |
| Equipe                      | Evento           | Tempo         | Posição       | Tempo      | Posição    | Tempo   | Posição  | Tempo     | Posição   | Tempo   | Posição (Pos. final) |
| --------------------------- | ---------------- | ------------- | ------------- | ---------- | ---------- | ------- | -------- | --------- | --------- | ------- | -------------------- |
| Sawarn Singh                | Skiff simples    | 6m54s04       | 4º R          | 7m00s49    | 1º Q       | 7m11s59 | 4º S C/D | 7m36s25   | 2º FC     | 7m29s66 | 4º (16º)             |
| Sandeep Kumar Manjeet Singh | Skiff duplo leve | 6m56s60       | 4º R          | 6m54s20    | 6º S C/D   |         |          | 7m19s31   | 4º FD     | 7m08s39 | 1º (19º)             |

### Tênis
Masculino
| Atleta          | Evento  | Fase de 64             | Fase de 32             | Fase de 16             | Quartas                | Semifinais             | Final                  | Final   |
| Atleta          | Evento  | Adversário e resultado | Adversário e resultado | Adversário e resultado | Adversário e resultado | Adversário e resultado | Adversário e resultado | Posição |
| --------------- | ------- | ---------------------- | ---------------------- | ---------------------- | ---------------------- | ---------------------- | ---------------------- | ------- |
| Somdev Dewarman | Simples |                        |                        |                        |                        |                        |                        |         |

### Tiro
Masculino
| Atleta                | Evento                | Qualificação | Qualificação | Final       | Final       | Posição           |
| Atleta                | Evento                | Placar       | Posição      | Placar      | Total       | Posição           |
| --------------------- | --------------------- | ------------ | ------------ | ----------- | ----------- | ----------------- |
| Vijay Kumar           | Pistola de ar de 10 m | 570          | 31º          | Não avançou | Não avançou | 31º               |
| Vijay Kumar           | Tiro rápido 25 m      | 585          | 4º           | 30          | 30          | Medalha de prata  |
| Abhinav Bindra        | Carabina de ar 10 m   | 594          | 16º          | Não avançou | Não avançou | 16º               |
| Gagan Narang          | Carabina de ar 10 m   | 598          | 3º           | 701.1       | 3º          | Medalha de bronze |
| Gagan Narang          | Carabina deitado 50 m |              |              |             |             |                   |
| Joydeep Karmakar      | Carabina deitado 50 m |              |              |             |             |                   |
| Manavjit Singh Sandhu | Fossa olímpica        | 119          | 16º          | Não avançou | Não avançou | 16º               |
| Ronjan Sodhi          | Fossa olímpica dublê  | 134          | 11º          | Não avançou | Não avançou | 11º               |

Feminino
| Atleta           | Evento                | Qualificação | Qualificação | Final       | Final       | Posição |
| Atleta           | Evento                | Placar       | Posição      | Placar      | Total       | Posição |
| ---------------- | --------------------- | ------------ | ------------ | ----------- | ----------- | ------- |
| Heena Sidhu      | Pistola de ar de 10 m | 382          | 12º          | Não avançou | Não avançou | 12º     |
| Annu Raj Singh   | Pistola de ar de 10 m | 378          | 23º          | Não avançou | Não avançou | 23º     |
| Shagun Chowdhary | Fossa olímpíca        | 61           | 20º          | Não avançou | Não avançou | 20º     |

### Tiro com arco
| Atleta                                                  | Prova                | Rodada de classificação | Rodada de classificação | Ronda dos 64                                  | Ronda dos 32                                 | Ronda dos 16                | Quartos-finais         | Semifinais             | Final                  | Final       |
| Atleta                                                  | Prova                | Placar                  | Pos.                    | Adversário e resultado                        | Adversário e resultado                       | Adversário e resultado      | Adversário e resultado | Adversário e resultado | Adversário e resultado | Pos.        |
| ------------------------------------------------------- | -------------------- | ----------------------- | ----------------------- | --------------------------------------------- | -------------------------------------------- | --------------------------- | ---------------------- | ---------------------- | ---------------------- | ----------- |
| Tarundeep Rai                                           | Individual masculino | 664                     | 31º                     | CUB JC Stevens V 0-2, 1-1, 0-2, 2-0, 2-0, 1-0 | KOR B-M. Kim D 0-2, 0-2, 2-0, 0-2            | Não avançou                 | Não avançou            | Não avançou            | Não avançou            | Não avançou |
| Rahul Banerjee                                          | Individual masculino | 655                     | 46º                     | MGL J. Gantugs V 2-0, 2-0, 2-0                | POL R. Dobrowolski D 1-1, 0-2, 2-0, 0-2, 0-2 | Não avançou                 | Não avançou            | Não avançou            | Não avançou            | Não avançou |
| Jayanta Talukdar                                        | Individual masculino | 650                     | 53º                     | USA J. Wukie D 0-2, 0-2, 0-2                  | Não avançou                                  | Não avançou                 | Não avançou            | Não avançou            | Não avançou            | Não avançou |
| Jayanta Talukdar Rahul Banerjee Tarundeep Rai           | Equipes              | 1969                    | 12º                     |                                               |                                              | JPN Japão D 214(27)-214(29) | Não avançou            | Não avançou            | Não avançou            | Não avançou |
| Chekrovolu Swuro                                        | Individual feminino  | 625                     | 50º                     | USA J. Nichols D 2-0, 0-2, 1-1, 2-0, 0-2, 0-1 | Não avançou                                  | Não avançou                 | Não avançou            | Não avançou            | Não avançou            | Não avançou |
| Deepika Kumari                                          | Individual feminino  | 662                     | 8º                      | GBR A. Oliver D 0-2, 2-0, 0-2, 0-2            | Não avançou                                  | Não avançou                 | Não avançou            | Não avançou            | Não avançou            | Não avançou |
| Bombayala Devi Laishram                                 | Individual feminino  | 651                     | 22º                     | GRE E. Psarra V 0-2, 2-0, 2-0, 1-1, 1-1       | MEX A. Román D 0-2, 2-0, 0-2, 0-2            | Não avançou                 | Não avançou            | Não avançou            | Não avançou            | Não avançou |
| Chekrovolu Swuro Deepika Kumari Bombayala Devi Laishram | Equipes              | 1938                    | 9º                      |                                               |                                              | DEN Dinamarca D 210-211     | Não avançou            | Não avançou            | Não avançou            | Não avançou |